# Vic Snyder

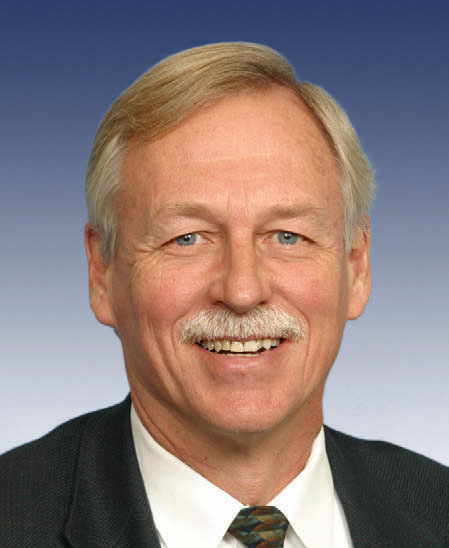
Victor F. Snyder

Victor F. Snyder (* 27. September 1947 in Medford, Oregon) ist ein US-amerikanischer Politiker der Demokratischen Partei. Als Mitglied des Repräsentantenhauses vertrat er von 1997 bis 2011 den 2. Kongresswahlbezirk des Bundesstaates Arkansas.

## Karriere
Nach seiner Militärzeit, u. a. mit Einsätzen in Vietnam, studierte Snyder Chemie an der Willamette University und Medizin an der Oregon Health & Science University in Portland. Er zog nach seinem Studium nach Little Rock und arbeitete ab 1982 15 Jahre lang als niedergelassener Arzt. Während dieser Zeit nahm er an verschiedenen Hilfseinsätzen in Entwicklungsländern teil.
Nebenberuflich absolvierte er noch ein Jura-Studium, welches er 1988 abschloss. Ab 1991 war er Abgeordneter im Senat des Bundesstaates Arkansas. Bei den Kongresswahlen 1996 wurde er erstmals in das US-Repräsentantenhaus gewählt. Es folgten sechs Wiederwahlen; 2010 kandidierte er nicht erneut.

## Familie
Snyder ist verheiratet und hat vier Söhne.

## Parlamentsarbeit
Er war Mitglied in den folgenden Ausschüssen:
- House Committee on Veteran’s Affairs
- House Armed Services Committee

## Politische Ansichten
Für einen Politiker aus dem traditionell konservativen Arkansas gilt Snyders Abstimmungsverhalten als durchaus liberal.